# Ti presento i suoceri
Ti presento i suoceri (Maybe I Do) è un film del 2023 scritto e diretto da Michael Jacobs al suo debutto alla regia.

## Trama
Dopo il matrimonio di un'amica, Michelle si aspetta dal fidanzato Allen un impegno più deciso per il futuro della loro relazione e la coppia organizza una cena affinché i rispettivi genitori si conoscano. Tuttavia, i futuri consuoceri scoprono con orrore di conoscersi già, seppur in segreto: il padre di Michelle, infatti, intrattiene una relazione clandestina con la madre di Allen, mentre il padre del giovane ha conosciuto la madre della ragazza la sera prima e ha capito di provare dei sentimenti per lei.

## Produzione
Le riprese principali sono avvenute nel New Jersey tra il febbraio e il marzo 2022.

## Promozione
Il primo trailer è stato pubblicato il 19 dicembre 2022.

## Distribuzione
Il film è stato distribuito nelle sale statunitensi dal 27 gennaio 2023,. In Italia è arrivato in TV, per la prima volta domenica 9 luglio 2023 alle ore 21.15 sul canale pay Sky Cinema Uno; è poi approdato in home-video dal 20 settembre 2023 su etichetta Eagle Pictures.

### Edizione italiana
La direzione del doppiaggio e i dialoghi italiani sono curati da Edoardo Cannata per conto della CD Cine Dubbing che si è occupata anche della sonorizzazione.

## Accoglienza

### Critica
Sull'aggregatore di recensioni Rotten Tomatoes il film riceve il 22% delle recensioni professionali positive, mentre su Metacritic ha un punteggio di 42 su 100 basato su 10 recensioni.